# Umri (zamindari)
Umri fou un estat tributari protegit del tipus zamindari al tahsil de Sakoli al districte de Bhandara a les Províncies Centrals. El centre estava a una 8 km a l'oest del llac Nawegaon; el formaven 7 pobles amb una superfície de 44 km². La població el 1881 era de 1.147 habitants. El territori fou concedir al primer thakur en jagir a canvi de serveis; el sobirà és de la casta halba.
- Vegeu també Umri, principat